# Droit de timbre (presse)
Pour les articles homonymes, voir Droit de timbre (homonymie).
Le droit de timbre est un ancien impôt sur les journaux. C'est un outil central des politiques publiques de contrôle de la presse aux XVIIIe et XIXe siècles en Europe.

## Histoire
Le « droit de timbre » existait dans d'autres pays avant d'être importé en France, où il est devenu un outil important. Dès 1712, la presse britannique fut soumise à un droit de timbre sur chaque exemplaire. Son montant est fortement réduit en 1836, pour revenir à un pence, quatre fois moins qu'avant, ce qui se traduit par la création de 17 hebdomadaires et une progression de 70 % du tirage cumulé de la presse britannique en seulement six ans.
En France, le fondateur de La Presse, Émile de Girardin s'inspire de ce progrès de l'autre côté de la Manche pour proposer en 1837 un projet de loi visant à augmenter le droit de poste, mais abolir le "droit de timbre" pour tous les imprimés. En Belgique, lors de Révolution de 1848, le gouvernement décide la suppression du droit de timbre', par la loi du 26 mai 1848. 
Sous le Second Empire, l'abonnement individuel est imposé comme seule forme de diffusion hors de la ville d'édition, conférant un monopole postal, qui permet d'imposer un timbre-taxe, allant de 4 à 6 centimes selon les régions et qui va durer. Les journaux littéraires, scientifiques ou industriels, eux, ne sont soumis ni à l'autorisation préalable, ni au cautionnement et le décret du 28 mars 1852 les a exemptés du droit de timbre, ce qui favorise l'apparition de nouveaux journaux économiques, comme La Semaine financière en 1854 et Le Journal des Actionnaires en 1856.
En 1870, les éditeurs français de journaux généralistes se plaignent toujours de supporter un droit de timbre de 5 centimes par numéro qui fait plus que doubler les frais de transport par la poste, s'élevant eux à 4 centimes.  
Ensuite, le droit de timbre est un moyen d'encourager et favoriser le développement d'une petite presse, qui est elle exonérée du droit de timbre, et tolérée car elle se limite au divertissement (littérature, théâtre, vie parisienne et échos discrets sur la vie de salon de l'époque).